# Tim Hudson

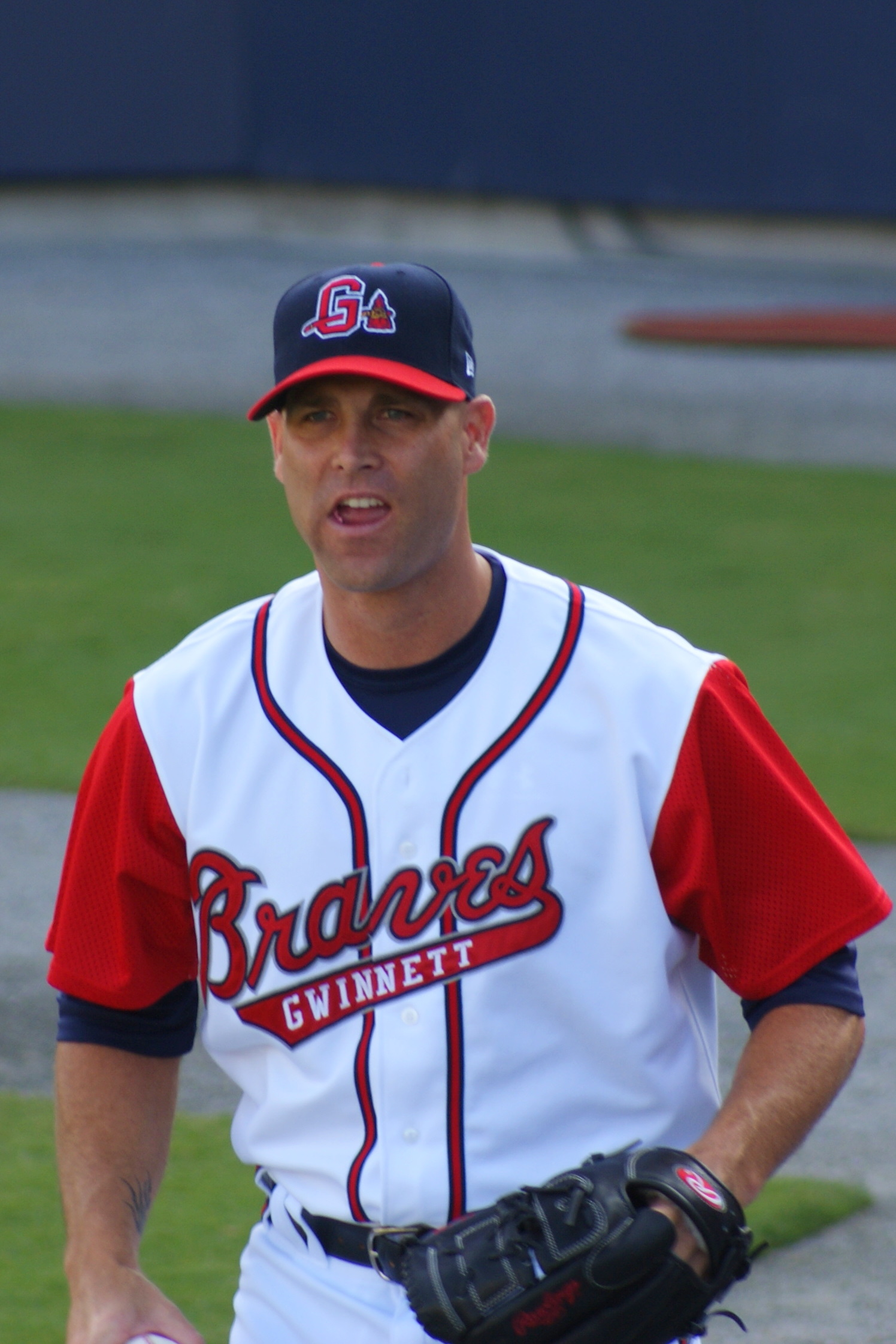
Tim Hudson, 2009.

Timothy Adam "Tim" Hudson, född 14 juli 1975 i Columbus i Georgia, är en amerikansk före detta professionell basebollspelare som spelade som pitcher för Oakland Athletics, Atlanta Braves och San Francisco Giants i Major League Baseball (MLB) mellan 1999 och 2015.
Han blev draftad av Oakland Athletics i både 1994- och 1997 års MLB-draft.
Hudson vann World Series med San Francisco Giants för säsongen 2014.